# Diéguez-Fridman

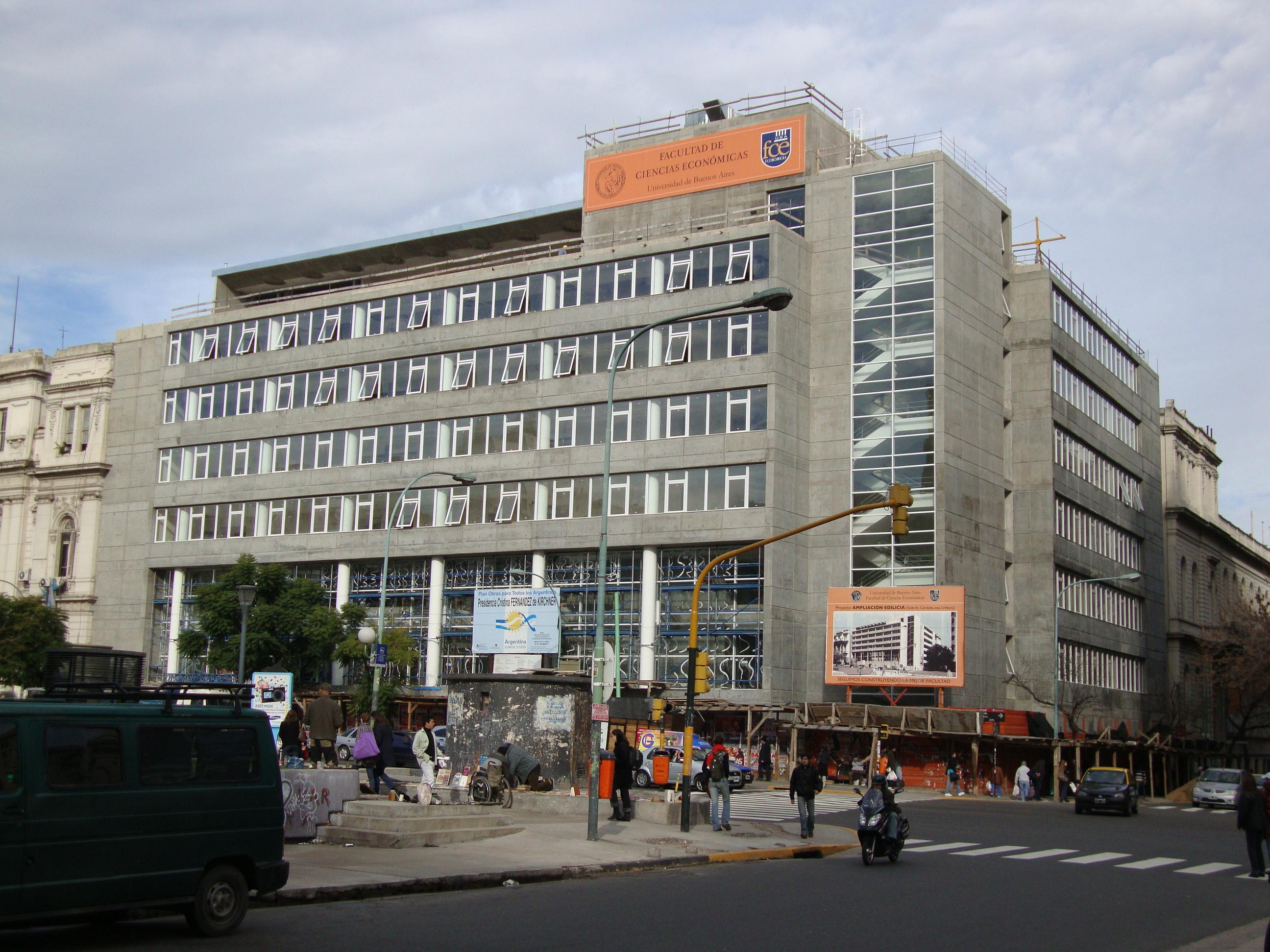
Anexo de la Facultad de Ciencias Económicas de la UBA, un diseño original de Diéguez-Fridman que fue totalmente modificado durante la construcción (2008/2011).

Diéguez-Fridman es un joven estudio de arquitectura argentino, fundado en Tristán Diéguez y Axel Fridman en el año 2000.
Los socios son docentes en la cátedra de diseño arquitectónico de Jaime Grinberg en la Facultad de Arquitectura de la Universidad de Buenos Aires. Diéguez se formó en sus primeros años trabajando con el estudio argentino MSGSSS, y Fridman trabajó con César Pelli en los Estados Unidos, antes de regresar al país para formar el estudio.
En 2001, se presentaron al concurso para rediseñar la Plaza de la República, lugar iconográfico de Buenos Aires donde se encuentra el Obelisco, ganando un segundo premio que les permitió destacarse rápidamente. Su primera obra construida de mediana escala fue el edificio de departamentos Clay 2928, terminado en 2006.
En 2004, participaron y ganaron en dos concursos simultáneos para la Universidad de Buenos Aires: el Pabellón 4 de Ciudad Universitaria, adonde se debía trasladar la Facultad de Psicología (que luego no fue construido), y el edificio anexo para la Facultad de Ciencias Económicas en Plaza Houssay, que sí fue construido e inaugurado en 2011, pero con un proyecto muy diferente al presentado por Diéguez-Fridman.
Participaron de otros grandes concursos en la Argentina, como el de la ampliación del Poder Judicial en Santa Fe (2005) en donde resultaron finalistas, el de la ampliación de la Cancillería en la calle Juncal (2011), adonde ganaron el segundo premio o el del Consejo de la Magistratura de la Nación a instalar en la zona judicial de Retiro (2010), en donde también tuvieron un segundo premio.
Además, presentaron propuestas en muchos concursos internacionales: el Great Egyptian Museum en El Cairo (2002), el Performing Arts Center en Seúl (2005), el Jeongok Museum sobre la Prehistoria en Gyeonggi (2006), la Biblioteca Nacional Checa en Praga (2006) y los Juzgados de Guardia y Fiscalías en Madrid (2007), en donde obtuvieron una mención.
En 2012, comenzó la construcción del edificio en Avenida Dorrego 1711, un notable proyecto residencial entre medianeras con once plantas y un concepto de exploración de las potencialidades del código de planeamiento urbano en Buenos Aires.